# Species III
Species III (titulada: Especie mortal III en España y Especies III en Hispanoamérica) es una película del año 2004, dirigida por Brad Turner y protagonizada por Natasha Henstridge, Sunny Mabrey y Amelia Cooke. Esta película no se estrenó en cines, por lo que se estrenó directamente en video y DVD.

## Argumento
Eve da a luz a Sara (Sunny Mabrey), hija de Patrick (astronauta infectado con ADN alienígena) y la misma Eve (Natasha Henstridge) que es el clon de Sil, una criatura creada en laboratorio mezcla de ADN humano y alienígena, siendo Sara la combinación más perfecta entre ambos ADN y, por tanto, prácticamente indestructible. El soldado del ejército que transporta el camión con el cadáver de Eve y con otro niño alienígena sin saberlo, secuestra a Sara y la cría en su casa con el fin de estudiar su especie para crear una especie superior como un trabajo científico. Para ello, cuenta con la ayuda de un alumno suyo de la universidad que se enamora de Sara; estos se enamoran y desean aparearse, pero el alumno sabe que si lo hace pondrá en peligro la especie humana. Sara puede aparearse con otros aliens "mestizos" también, pero todos resultan ser muy peligrosos y enfermos, puesto que son descendientes del niño alien que ha huido, los cuales han crecido defectuosos y vulnerables a las enfermedades humanas.
Sara es perseguida por estos "mestizos", que intentan encontrar en ella la solución a sus defectos genéticos mediante unos óvulos que ella posee, dado que ella es la única que no tiene dichos defectos. Sin embargo, terminan impidiéndolo y estos mestizos mueren.
El joven alumno universitario, conocedor de que Sara no tendrá ningún compañero de especie y que posiblemente vivirá hasta 400 años, decide crear a partir del ADN de los mestizos, una nueva criatura varón, estéril, para evitar que pueda aparearse y que no tenga los errores genéticos que producían la muerte de los mismos. Cuando este llega a la fase adulta, les deja marchar para que hagan una vida independiente.

## Reparto
- Robin Dunne - Dean
- Robert Knepper - Dr. Abbot
- Sunny Mabrey - Sara
- Amelia Cooke - Amelia
- Natasha Henstridge - Eve
- Michael Warren - Agente Wasach

## Producción
Esta película, al contrario de las otras, no gozó de un gran presupuesto. Eso limitó aspectos básicos de la película como los efectos especiales y el guion.

## Secuelas
- Species (1995)
- Species II (1998)
- Species IV: The Awakening (2007)